# مسرشمیت ام‌ایی ۴۱۰
مسرشمیت ام‌ایی ۴۱۰ هورنیسه (زنبور سرخ - زنبور گاوی) (به آلمانی: Messerschmitt Me 410 Hornisse) یک هواگرد تک‌باله دوموتوره دو سرنشین از گونه جنگنده سنگین ساخت شرکت مسرشمیت آگه در آلمان بود که اوایل دهه ۱۹۴۰ به عنوان جایگزین ام‌ایی ۲۱۰ طراحی شد و در جریان جنگ جهانی دوم در نقش‌های مختلف در لوفت‌وافه خدمت کرد.

## طراحی و توسعه
شرکت مسرشمیت آگه هواگرد ام‌ایی ۴۱۰ را سال ۱۹۴۳ با بازطراحی کامل هواگرد ناموفق ام‌ایی ۲۱۰ پدیدآورد. ظاهر هواگرد جدید بسیار شبیه سلف خود بود اما اصلاحات زیادی در آن اعمال شد. از جمله این موارد باله عمودی دُم منتاسب‌شده و بدنه طولانی‌تر بود تا مشکل ناپایداری طولی حل شود. نیرومحرکه هواگرد را دو موتور دایملر-بنتس دی‌ب ۶۰۳گه هر یک با توان ۱٬۹۰۰ اسب بخار تأمین می‌کرد. عملکرد نسبت به ام‌ایی ۲۱۰ بسیار بهتر شد.
ام‌ایی ۴۱۰ از ماه مه سال ۱۹۴۳ وارد خدمت عملیاتی شد و تأثیرگذاری بیشتری نسبت به سلف خود داشت. از آن در نقش‌های مختلف شامل شناسایی، اژدرافکن، کشنده بمب سرشی، رخنه‌گر، جنگنده-بمب‌افکن و جنگنده شبانه استفاده شد. به هر صورت ام‌ایی ۴۱۰ هم آن‌گونه که آلمانی‌ها می‌خواستند هواگرد موفقی نبود و تولید آن پس ساخت ۱٬۱۶۰ فروند، سال ۱۹۴۴ متوقف شد.